# Hipi
Hipi je izraz, ki pokriva neizmerno množico boemskih in študentskih subkultur. Zgodovinsko gledano so bili hipiji gibanje, ki se je pojavilo v 60. letih 20. stoletja. Hipiji so protestirali proti vojnam ter se postavljali po robu kapitalizmu. Znotraj gibanja je obstajalo čvrsto jedro umetniškoliterarne inteligence in aristokracije rock glasbenikov ter množica privržencev, ki so jo sestavljali uporniki življenjskega stila. V ZDA je leta 1969 hipijevska subkultura dosegla svoj višek s festivalom Woodstock in od tedaj velja za pomemben del povojne ameriške zgodovine. 